# Phaëton (Lully)

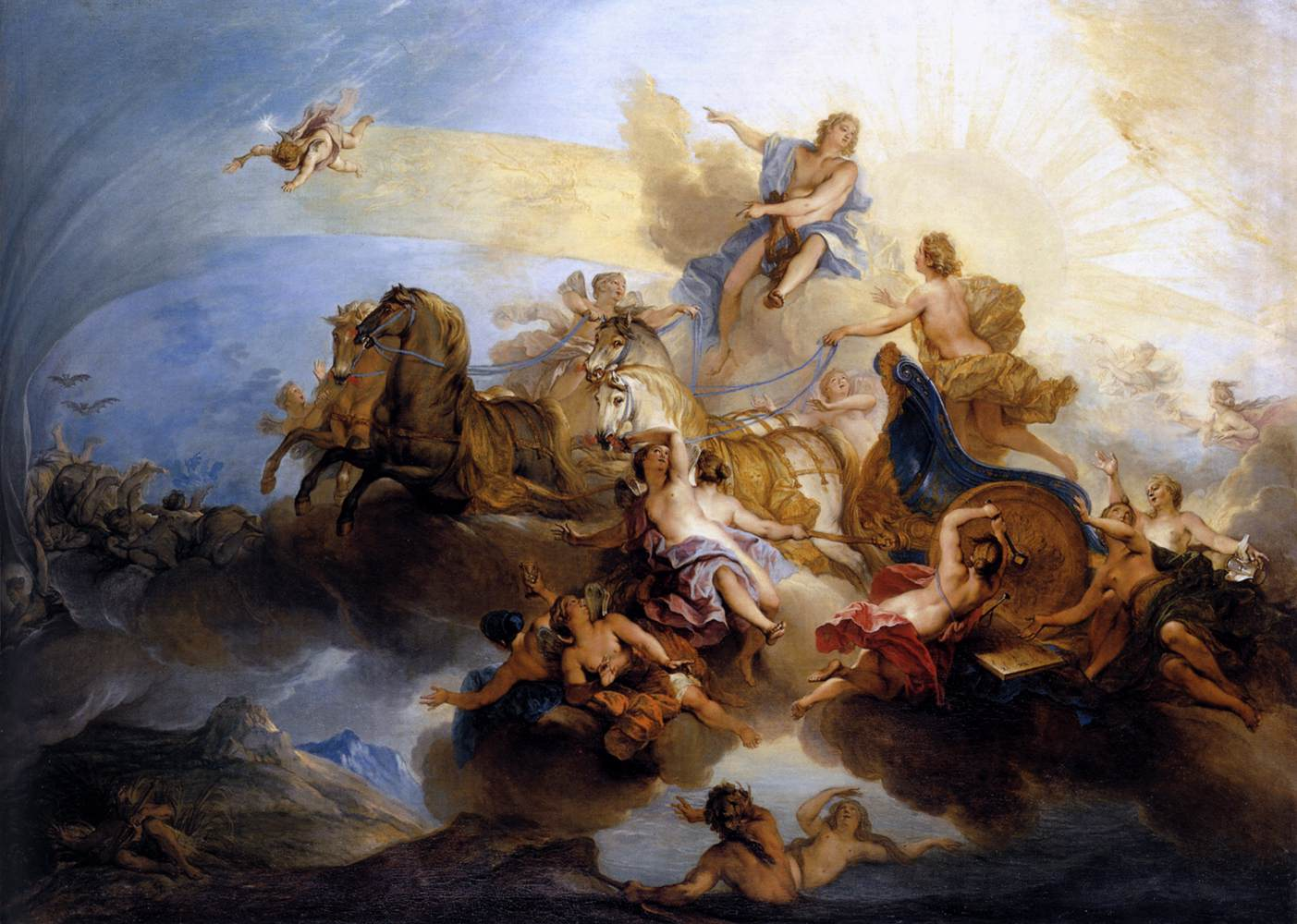
Phaëton v Apollónově slunečném voze

Phaëton (LWV 61) je francouzská opera (tragédie lyrique) od Jeana-Baptiste Lullyho. Libreto sepsal dlouholetý Lullyho spolupracovník Philippe Quinault, podle Proměn od Publia Ovidia Nasa. Opera měla premiéru 6. ledna 1683 ve Versailles a alegoricky znázorňuje, jaký trest čeká smrtelníky, kteří se odváží povznést tak vysoko jako slunce (tj. Ludvík XIV. - Král Slunce).
Opera sestává z pěti dějství a prologu, stejně jako všechny Lullyho opery (kromě Acis et Galatée, která má pouze tři dějství + prolog).

## Vznik a první představení
Phaëton se stal první Lullyho operou, která měla premiéru na zámku ve Versailles (předchozí opery měly premiéry buď na zámku Saint-Germain-en-Laye, nebo v divadle Palais-Royal), který byl dokončen roku 1682 a stal se sídlem královského dvora.
Herci z Pařížské opery provedli první představení v Paříži 27. dubna 1683 a to právě v divadle Palais-Royal. Opera se dočkala obliby široké veřejnosti a s výjimkou třicetidenního smutku nad smrtí královny Marie Terezy Habsburské (30. července 1683) se hrála nepřetržitě až do 12. nebo 13. ledna 1684.
Pro Phaëton se vžilo přízvisko Lidová opera, podobně, jako se pro Isis vžilo přízvisko Opera muzikantů, nebo přízvisko opery Atys - Královská opera.

## Inscenační historie
Popularitu Phaëtona u pařížského obecenstva dokládá i množství nových nastudování v pařížské opeře: v letech 1692, 1702, 1710, 1721, 1730, 1742 a naposledy 1753. Reprízy byly pravidelně provázeny parodiemi na tuto operu v lidových divadlech.
Současně si tato opera zachovala oblibu i u královského dvora, kde Lullyho hudbě později přála zejména královna Marie Leszczyńská. Svůj cyklus koncertů (Concerts de la Reine) zahájila 3. prosince 1725 právě úryvky z Phaëtona, tutéž operu si nechala hrát roku 1739 na královských zámcích ve Fontainebleau a ve Versailles. Stejnou náklonnost Lullyho hudbě věnovala Madame de Pompadour, milenka Ludvíka XV. (manžela Marie Leszczyńské), a prolog k Phaëtonovi hráli aristokratičtí ochotníci též v roce 1749 ve Versailles v jejím tzv. Théâtre des Petits Appartements.
Na francouzském venkově uvedlo Phaëtona nejprve divadlo v Marseille roku 1686; o rok později jej tato divadelní společnost uvedla jako vůbec první operu v Avignonu a zřejmě roku 1690 v Toulouse. Další reprízy se v Marseille konaly v letech 1707, 1714 a 1720. 3. ledna 1688 se Phaëtonovi dostalo té pocty, že jím bylo otevřeno stálé operní divadlo v Lyonu; opera měla mimořádný úspěch, hrála se čtyřikrát týdně po šest měsíců (s výjimkou postního období) a byla zde hojně reprízována až do roku 1710. Uvedla ji ještě divadla v Rouenu (1689), Lille (1718) a Dijonu (1732).
Mimo Francii byl Phaëton hrán v roce 1686 nebo 1687 v Amsterdamu, v roce 1696 v Bruselu, v roce 1708 v Gentu a v roce 1710 (a možná 1718) v Haagu.
Novodobou premiéru díla uvedl režisér Herbert Wernike na scéně divadla v Kasselu. Roku 1993 se po zásadní přestavbě znovu otevíralo operní divadlo v Lyonu (Opéra de Lyon) a jako zahajovací inscenace (premiéra 20. května 1993) byl zvolen právě Phaëton, jímž byl zahájen operní provoz v Lyonu ještě za Lullyho doby. Inscenaci Karine Saportové dirigoval Mark Minkowski, titulní roli zpíval Howard Crook. Z inscenace byla pořízena zvuková nahrávka. Další inscenaci uvedlo roku 2010 Státní divadlo v Saarbrückenu (dirigent George Petrou, režie Christopher Alden). V roce 2012 uvedl operu v koncertním provedení dirigent Christophe Rousset na festivalu v Beaune, v Salle Pleyel v Paříži a v divadle v Lausanne, i z tohoto koncertu byla vydána nahrávka.

## Osoby
Postavy prologu
- Astraia (Astrée), bohyně, dcera Jupitera a Thetis – soprán
- Saturn, bůh, který vládl za Zlatého věku – bas
- Astreini společníci – sbor a balet
- Saturnova družina – sbor a balet

Postavy tragédie
- Libye (Libie), dcera Meropa, krále egyptského, a jeho první manželky – soprán
- Theoni (Théone), dcera Prótea – soprán
- Faethón (Phaëton), syn Hélia a Klymené – haute-contre
- Klymené (Clymène), dcera Okeana a Thetis – soprán
- Protéus (Protée), mořský bůh, pastýř Neptunových stád – baryton
- Triton, mořský bůh, bratr Klymené – haute-contre
- Epafos (Epaphus), syn Jupitera a Isis (Íó) – baryton
- Merops (Mérops), egyptský král, který se podruhé oženil s Klymené po smrti své první ženy, matky Libye – bas
- Hélios (le Soleil), bůh Slunce – haut-contre
- egyptská pastýřka – soprán
- Gaia (la Terre), bohyně Země – tenor
- Jupiter, král bohů – bas
- Próteova družina; Tritonova družina; Egypťané a Egypťanky; etiopský král, Meropův leník; Etiopané a Etiopanky; indický král, Meropův leník; Indové a Indky; kněžky bohyně Isis; mladí muži a ženy vybraní pro přinášení obětí do Isidina chrámu; Erínye (Fúrie) a hrůzní duchové; větry; hodiny dne; čtyři roční období; čtyři družiny čtyř ročních období; egyptští pastýři a pastýřky – sbor a balet

## Děj opery

### Prolog – Návrat Zlatého věku
(Zahrady paláce bohyně Astrai) Družina bohyně Astrai tančí a zpívá v bohyniných zahradách, kde vládne věčný klid a mír a kde se všichni oddávají hrám (balet a sbor Cherchons la paix dans cet asile). Astraia musela na konci Zlatého věku opustit Zemi, protože ji lidská zloba vyhnala, přesto stále lituje smrtelníků a přála by si, aby se jim šťastná doba zase navrátila (árie Dans cette paisible retraite). Její společníci a společnice pokračují v příjemném tanci a zpěvu (balet a sbor Dans ces lieux tout rit sans cesse).
Přichází bůh Saturn, který vládl Zemi i Nebi za Zlatého věku, se svým průvodem. Oznamuje Astrai, že čas nového věku štěstí a rozkoše přišel (balet a zpěv Saturna se sborem Que les mortels se réjouissent). Jistý hrdina (tj. Ludvík XIV.), požívající přízně nebes a právě obdařený dědicem, potlačil svár a závist, zastrašil nepřátele a přinesl mezi lidi mír, dotvrzený velebnými stavbami a slavnými hrami, při nichž Múzy pořádají „tisíce nových koncertů“ (recitativ a árie Un héros qui mérite une gloire immortelle… Les Muses vont lui faire entendre). Astraia vyzývá svou družinu, aby se připojila k Saturnovu průvodu a společně jej následovaly na zem do hrdinovy říše (sbor Jeux innocents, rassemblez-vous, balet obou družin, sbor Plaisirs, venez sans crainte a závěrečný duet Astrai a Saturna se sborem On a vu ce héros terrible dans la guerre).

### 1. dějství
(Zahrada s jeskyní na mořském břehu) Libye, dcera egyptského krále Meropa a dědička jeho říše, hledá v zahradní samotě klid pro své rozbouřené srdce (árie Heureuse une âme indifférente!). Tam na ni narazí její důvěrnice Theoni, dcera boha Prótea, jež rovněž hledá samotu pro své rozjímání. Diví se, že Libye opustila dvůr, kde ji čeká plno nápadníků, z nichž její otec dnes vybere pro princeznu ženicha. Z Libyiných rozpaků se Theoni dovtípí, že princeznino srdce je již zadáno a že jeho vlastníkem je vznešený Epafus, syn Jupitera a Isis. Princezna se však obává, že otec pro ni zvolí někoho jiného (árie Mon cœur s'est trop pressé de choisir un vainqueur). Domnívá se, že Theoni může být mnohem klidnější, neboť její lásce s Faethontem nestojí nic v cestě (árie Vous ressentez l'amour sans éprouver ses peines). Ale Theoni namítá, že láska nikdy nezná klidu (árie La mer est quelquefois dan sune paix profonde), v čemž jí Libye dává za pravdu (duet Ah, qu'il est difficile). Theoni se chce princezně svěřit se svými obavami o Faethontovu lásku, ale protože ten právě přichází, zanechává Libye milence o samotě.
Faethón je snoubenčinou přítomností překvapen, hledal zde totiž svou matku, královnu Klymené, a rozmluva s Theoni je mu nepříjemná. Theoni si stěžuje, že jí Faethón již neprojevuje dostatečně svou lásku (árie Je m'aperçois sans cesse). Faethón ji ujišťuje, že stále miluje jen ji, ale Theoni vidí veliký rozdíl mezi jeho dřívější vášní a nynějším chladem a odstupem (árie Ah! du moins, ingrat que vous êtes). Až příchod Klymené osvobodí Paethonta od rozzlobené milenky.
Klymené nachází Faethonta ve špatné náladě. Faethón se totiž obává, že král zvolí za manžela své dcery (a tím i za svého následníka) Epafa, a nedokáže si představit, že by měl být Epafovým poddaným. Přesvědčuje matku, královu manželku, aby Meropa přesvědčila k tomu, aby za svého dědice označil Faethonta. Královna je k tomu v zásadě ochotna, ale vidí překážku v synově lásce k Theoni. Faethón tyto obavy vyvrací: miluje sice Theoni, ale jeho touha po slávě a egyptské koruně je pro něj přesnější (árie J'entends mon destin qui m'appelle). Klymené chválí jeho city (árie D'une amoureuse ardeur un grand cœur peut brûler) a věří, že se jeho přání naplní. Trápí ji však neblahá předtucha. Proto sem přišla, aby od jasnozřivého boha Prótea, který sem přichází dát odpočinout Neptunovu stádu, získala věštbu o synově budoucnosti.
Próteus přichází, provázen skupinou mořských božstev, a žene s sebou Neptunova stáda. Přirovnává rozbouřený oceán k nešťastné lásce a radí se obojího vyvarovat (árie Hereuex, qui peut voir de rivage). Uchýlí se k odpočinku do jeskyně. Próteus jen nerad sdílí své znalosti, proto Klymené volá na pomoc svého bratra Tritona. Ten se objeví se svým průvodem mořských božstev, které svým tancem a zpěvem Protea probudí a zabaví (balet a árie Tritona Que Protée avec nous partage).
Próteus je představením potěšen, ale na Tritonovu otázku po Faethontově osudu odmítá odpovědět. Tritonova družina se jej k tomu snaží donutit. Próteus se proměňuje postupně ve lva, ve strom, v mořskou příšeru, ve studánku a v plamen, ale Tritonovi průvodci jej vždy dopadnou (balet s árií Tritona C'est un secret qu'il faut qu'on vous arrache). Próteus je po několika dalších proměnách donucen vyjevit Klymené Faethontův osud. Ctižádostivá matka se má obávat nejhoršího: opovážlivost a slávychtivost dovede jejího syna k pádu, ani ochrana jeho otce mu nepomůže, nebe jej hněvivě potrestá. Triton a Klymené jsou zděšeni.

### 2. dějství
(Palác krále egyptského, vyzdobený a připravený pro velký obřad) Klymené se snaží Faethonta varovat, ale ten považuje Próteovy věštby jen za léčku, jíž ho chce jasnovidný bůh přece jen přimět ke svatbě s jeho dcerou Theoni. Královna si sice přeje pro svého syna to nejvyšší postavení a vyslovuje obdiv jeho ctižádosti, kterou sdílí, ale chce jej především zachovat naživu. Proto jej přemlouvá k umírněnosti v ambicích (árie Vivez, et bornez vos désirs). Ale Phaetón je odhodlán sledovat volání Slávy i za cenu svého života (árie Je veux me faire un nom d'éternelle mémoire). Klymené doufá, že přicházející Theoni svou láskou utiší Faethontovu nezřízenou ctižádost, ale Faethón se s ní odmítá setkat. Theoni zůstává sama, zoufá si a svolává na Faethonta pro jeho bezcitnost a nevěru pomstu nebes (árie Il me fuit, l'inconstant! Il m'ôte tout espoir).
Objevuje se Libye a s obavami očekává králův verdikt. Theoni jí vypráví své obavy, že její láska už najisto skončila špatně, a obě si stěžují na Amora, který působí tolik utrpení (duet Amour, cruel vainqueur). Je to Epafos, kro přináší Libyi špatnou zprávu: král zvolil jejím manželem Faethonta. Oba milenci zoufají, že si jsou navěky ztraceni (duet Quel malheur! quel supplice! hélas!... Ô sort trop malheureux).
Přichází samotný král Merops s celým svým dvorem, mezi nímž jsou i králové etiopský a indický se svými družinami. Merops vyhlašuje Phaetonta svým zetěm a dědicem a všichni mu provolávají slávu (průvod, recitativ a árie Rois qui pour souverain devez me reconnaître… Que de tous côtés on entende)

### 3. dějství
(Chrám Isis) Faethón přišel sám zvěstovat Theoni královo rozhodnutí. Theoni mu vyčítá, že miluje jinou a že je ochoten pro královský titul obětovat její lásku (árie Ah! Phaëton, est-il possible). Faethón jí vysvětluje, že miluje stále ji a nikoli snad Libyi, ale že musí sledovat svůj osud. Doporučuje Theoni, aby se na něj třeba hněvala, ale netrápila se pro něj. Rozrušená Theoni na svého milence svolává pomstu bohů, pak si ale uvědomuje, že Faethonta stále miluje, a své výzvy odvolává (árie Perfide, est-il donc vrai que vous me trahissez?).
Faethón podíla své sluhy, aby následovali nešťastnou Theoni. Sám ji lituje, ale hlas lásky v něm nedovede přehlušit volání slávy a moci (árie Je plains ses malheurs).
Protože Isis je patronkou Egypta a jeho nejuctívanější bohyní, musí jí Faethón jako budoucí král složit svou úctu. Ale cestu do chrámu mu zastoupí Epafos, rozhořčen tím, že Faethón poté, co jej připravil o milovanou Libyi, potažmo o egyptský trůn, se ještě odvažuje vstoupit do chrámu Epafovy matky. Faethón si je jist přízní bohů, kterou mu ostatně právě prokázali (árie Quel sort est plus beau que le mien?), ale Epafos mu vyhrožuje svou pomstou i pomstou svého otce Jupitera. Faethón a Epafos pak soupeří ve chvále svých otců, Hélia a Jupitera (duet Mon père est le dieu favorable). Pak ale Epafos zpochybní, že Faethontovým otcem je skutečně Hélios: prý to dokazuje jen tvrzení Faethontovy matky. Hluboce uražený Faethón je rozhodnut všem nade vši pochybnost dokázat, že Hélios je jho otcem.
Do chrámu přicházejí král Merops a královna Klymené s honosným průvodem, aby položili oběti na oltář bohyně Isis (pochod, recitativ krále Ô vous, pour qui l'Amour des plus beaux de ses nœuds a duet krále a královny se sborem Nous révérons votre puissance). Obřad přeruší Epafos a zabrání původu vstoupit do chrámu: dovolává se své matky a dveře Isidina chrámu se samy zavírají. Král a královna se uleknou tohoto znamení, ale Faethón je rozhodnut v obřadu pokračovat a dveře otevřít třeba násilím. Tu se brána znovu otevře a z chrámu, z nějž nyní šlehají plameny, se vyrojí hejno fúrií a duchů, kteří rozmetají připravené oběti a rozeženou přítomné (balet).
Jen tvrdošíjný Faethón se svou matkou zůstávají a následník trůnu nyní na Klymené žádá důkaz, že je synem boha Slunce. Klymené činí slavnostní přísahu (árie Vous êtes son fils, je le jure) a z oblak vystupují větry, které Faethonta zvednou a odnášejí do Héliova paláce.

### 4. dějství
(Héliův palác) Hélius sedí na svém trůně, zatímco dvanáct hodin dne a čtyři roční období se svými družinami tančí a zpívají na jeho počest (balet a sbor Sans le dieu qui nous éclaire). Hélios oznamuje Faethontův příchod. Hodiny a roční období jej slavnostně vítají v paláci Slunce (balet a sbor Dans ce palais bravez l'envie).
Hélios vyzývá Faethonta, aby k němu přistoupil a svěřil se mu se svými starostmi. Faethón pokorně žádá, aby Hélios jeho závistivým nepřátelům prokázal, že je jeho otcem. Hélios Faethontovi při vodách Styxu přísahá, že je jeho otcem a že mu podá jakýkoli důkaz, který si zvolí (árie C'est toi que j'en atteste).
Faethón žádá, aby jej Hélios nechal jeden den řídit svůj sluneční vůz. Hélios se zděsí a varuje svého syna, že pro smrtelníka může tento pokus skončit katastrofou, ale Faethón si nesmrtelné slávy, kterou by si tímto činem dobyl, cení více než svého života. Hélios lituje své přísahy, ale je nucen synovo přání splnit. Pokouší se Faethonta naposledy od jízdy odradit (árie Abandonnez un dessein dangeureux), ale ten je neoblomný (árie Mon dessein sera beau, dusse-j'y succomber). Hélios jej s těžkým srdcem vyprovází a jeho sloužící vypravují sluneční vůz (sbor Allez répandre la lumière).

### 5. dějství
(Přívětivá venkovská krajina za rozbřesku) Před přítomným lidem se na obzoru objevuje sluneční vůz, na němž otěže drží Faethón. Klymené jásá a všem ukazuje jasný důkaz, že její syn je synem Hélia, ba sám novým Sluncem (recitativ a árie Klymené a její duet s Meropem Assemblez-vous, habitants de ces lieux… C'est un Soleil nouveau). Zato Epafos zuří a vášnivě vyzývá své rodiče, Jupitera a Isis, aby nestrpěli jeho ponížení a sokův triumf a aby jej pomstili (árie Dieu qui vous déclarez mon père).
Vchází plačící Libye (árie Ô rigoreux martyre). Nachází zde Epafa, který ji ujišťuje, že Jupiter jeho opovážlivého soka zničí a že jejich láska přece jen najde naplnění. Libye se v to neodvažuje doufat, i když je to pro oba vábivá myšlenka (duet Hélas! une chaîne si belle).
Merops a Klymené mezitím sezvali všechno své dvořanstvo a egyptský lid a společně opěvují „nové Slunce“ (duet a sbor Que l'on chante, que tout réponde) - Egyptští pastýři a pastýřky radostně tančí (balet – bourrée) a jedna z pastýřek zpívá rozmarnou píseň o lásce (Ce beau jour ne permet qu'à l'Aurore). Přibíhá Theoni zvěstovat hrozivou předpověď svého otce Prótea: Faethón brzy zahyne pádem z nebes. A skutečně, Faethón ztrácí vládu nad slunečním vozem, který se příliš přibližuje zemi a spaluje ji; lid je zděšen (sbor Dieux! quel feu vient partout s'étendre). Objeví se bohyně Země (Gaia), která se hrozí zpustošení a úpěnlivě prosí boha blesku a hromu Jupitera o záchranu (recitativ C'est votre secours que j'implore).
Na obzoru se objevuje neřízený Faethontův vůz. Lidé nyní sami prosí Jupitera o bleskový zásah (sbor Ô due qui lancez le tonnerre). Jupiter se objevuje na nebesích a Faethonta – na výstrahu všem opovážlivcům – sráží bleskem ze slunečního vozu. Klymené a Theoni klesají v zoufalství, král a všechen egyptský lid jsou katastrofou ohromeni.

## Nahrávky
- Lully: Phaéton / Marc Minkowski, Les Musiciens du Louvre. Erato, (1997). (2 CD)
- Christophe Rousset Aparté, 2 CD, 2011